# Jab We Met – Als ich Dich traf
Jab We Met – Als ich Dich traf (Originaltitel: Jab We Met, Hindi:जब वी मेट, übersetzt: Als wir uns trafen) ist ein erfolgreicher Hindi-Film aus dem Jahr 2007.

## Handlung
Aditya Kashyap ist ein junger reicher Industrieller, der in einer Krise steckt. Die Frau, die er liebt, heiratet einen anderen und mit der geerbten Firma seines Vaters geht es bergab. Verzweifelt und in depressiver Stimmung verlässt er das Firmengebäude und läuft ziellos durch die Gegend, bis er sich am Bahnhof wiederfindet. Er steigt in irgendeinen Zug und fährt davon. In diesem Zug trifft er auf die schöne und redselige Geet Dhillon, die von Bombay nach Bathinda (Punjab), ihrer Heimatstadt unterwegs ist. Ununterbrochen erzählt Geet von ihrem Leben und ihrem Plan mit ihrem Liebsten Anshuman durchzubrennen, da dieser nicht als geeigneter Schwiegersohn von ihrer Familie akzeptiert werden würde. Sie geht Aditya so auf die Nerven, dass die beiden bei einem Zwischenhalt den Zug verpassen. Aditya begleitet nun Geet und reist mit ihr, damit sie sicher nach Bhatinda zu ihren Eltern kommt. Während ihrer turbulenten Fahrt entwickelt sich eine echte Freundschaft zwischen den beiden und Aditya gewinnt allmählich durch die überschwängliche und lebenslustige Art von Geet seine Lebensfreude wieder. In Bathinda angekommen, soll Geet sogleich mit einem Mann verheiratet werden, dem sie schon von klein auf versprochen war. Um dem zu entgehen, flüchtet Geet mit Aditya in einer Nacht-und-Nebel-Aktion aus Bathinda. Aditya bringt Geet nach Manali zu ihrem Anshuman und er kehrt nach Bombay zurück. In Bombay bringt ein völlig veränderter, lebenslustiger und engagierter Aditya seine marode Firma wieder auf Trab und führt sie zu großem Erfolg. Erst neun Monate nach seiner Rückkehr erfährt er von Geets Familie, dass sie seit ihrer Flucht nichts von Geet gehört haben und glauben, dass sie bei Aditya sei. Aditya ist verwirrt, da er dachte Geet wäre längst mit Anshuman zu ihren Eltern zurückgekehrt. So reist Aditya nach Manali um der Sache auf den Grund zu gehen. Dort trifft er auf Anshuman und erfährt von ihm, dass er Geet abgewiesen hat und nie mit ihr geplant hatte sie zu heiraten. Dies hatte sich Geet selbst in den Kopf gesetzt, ohne dass sie es vorher mit Anshuman besprochen hatte. Von Anshuman erfährt Aditya, dass Geet in den letzten Monaten oft aus Shimla angerufen hat und so begibt sich Aditya dorthin. Er findet Geet in einem Hostel in Shimla, wo sie als Lehrerin arbeitet. Geet ist völlig verändert, sehr in sich gekehrt und hat ihre überschäumende Lebenslust ganz verloren. Aditya überredet sie, mit ihm zu kommen. Bevor die beiden sich auf den Rückweg machen, will Aditya, dass Geet endlich einen Schlussstrich unter ihre Liebe zu Anshuman zieht. Er bringt sie dazu Anshuman anzurufen und ihm gehörig die Meinung zu sagen. Danach geht es Geet besser. Doch bei Anshuman bewirkt dieser Anruf, dass seine Liebe zu Geet wieder erwacht und er sofort nach Shimla kommt. Zögernd und nach Adityas Zureden lässt sich Geet wieder auf Anshuman ein und so fahren sie zu dritt nach Bathinda zu Geets Familie. Doch als sie in Bathinda ankommen, sind dort schon die Hochzeitsvorbereitungen getroffen um die Zeremonie für eine Heirat zwischen Aditya und Geet nachzuholen, denn alle gehen nach wie vor davon aus, dass die beiden ein Paar sind und seit neun Monaten zusammenleben. Geet möchte die Missverständnisse klären, doch als sie die Gelegenheit dazu hat, kriegt sie die Wahrheit nicht über ihre Lippen. Letztendlich erinnert sich Geet an die gemeinsame schöne Zeit mit Aditya und erst da wird ihr bewusst, dass sie nicht Anshuman, sondern Aditya liebt. Sie gesteht ihm ihre Liebe und die beiden heiraten.

## Sonstiges
Dieser Film ist der Abschiedsfilm der beiden Hauptdarsteller Shahid Kapoor und Kareena Kapoor als Liebespaar, die seit drei Jahren liiert waren und sich Ende Oktober, als der Film in die Kinos kam, trennten.
Der Titel des Films wurde durch eine Zuschauerabstimmung bestimmt. Weitere Titelalternativen waren Punjab Mail und Ishq Via Bhatinda.

## Auszeichnungen
- Star Screen Award/Beste Hauptdarstellerin an Kareena Kapoor (2008)
- Stardust Award/Bester Film an Dhillin Mehta (2008)
- Stardust Award/Star of the Year - Female an Kareena Kapoor (2008)
- Stardust Award/Editor's Choice Award for Best Actor an Shahid Kapoor (2008)